# إبراهيم العزابي
إبراهيم العزابي (20 فبراير 1949 -) هو رسام تونسي.

## حياته ونشأته
ولد بمجاز الباب غربي مدينة تونس يوم 20 فبراير 1949م، درس بالمعهد العالي للفنون الجميلة بتونس فيما بين 1969م و1975م وأقام لمدة عام بمدينة الفنون بباريس وكان ذلك عام 1977م.

## معارضه
إلى جانب مشاركاته العديدة في معارض جماعية انتظمت بتونس وخارجها (باريس، سيول، نيودلهي، داكار، أقام الرسام إبراهيم العزابي معارض شخصية على التوالي:
- 1976 : بقاعة ارتسام- تونس
- 1978 بقاعة ارتسام- تونس
- 1980 بقاعة الأخبار- تونس
- 1982 بقاعة التصوير- تونس
- 1983 برواق الفنون- المنزه السادس
- 1988 بقاعة الأخبار- تونس
- 1990 بقاعة الأخبار- تونس

## أنشطة أخرى
إبراهيم العزابي مشاركات في الصحافة إذ أنه يكتب عن الفنون التشكيلية وعن تاريخ الرسم وتطوره في تونس. وقد انتخب أمينا عام لاتحاد التشكيليين التونسيين عام 1989م وفي عام 1992م انتخب بمدريد رئيسا مساعدا للجمعية العالمية للفنون التشكيلية.

## وصلة خارجية
مجلة التشكيلي: إبراهيم الغربي يوظف المادة ولوحاته تلامس البصر، حاوره فاتح بن عامر